# 朗赫斯特山
79°26′S 157°18′E / 79.433°S 157.300°E
朗赫斯特山（英語：Mount Longhurst）是南極洲的山峰，位於奧次地，處於米爾山以西，屬於庫克山脈的一部分，海拔高度2,845米，是弗斯蒂夫高原的最高點，由英國探險隊發現，現時由南極條約體系管理。